# Новара ди Сичилија
Новара ди Сичилија (итал. Novara di Sicilia) је насеље у Италији у округу Месина, региону Сицилија.
Према процени из 2011. у насељу је живело 906 становника. Насеље се налази на надморској висини од 629 м.

## Становништво
Према резултатима пописа становништва 2011. у општини је живело 1.413 становника.
| 1931. | 1936. | 1951. | 1961. | 1971. | 1981. | 1991. | 2001. | 2011. |
| ----- | ----- | ----- | ----- | ----- | ----- | ----- | ----- | ----- |
| 5.866 | 5.720 | 4.932 | 4.324 | 3.059 | 3.039 | 2.197 | 1.731 | 1.413 |